# Pablo Picasso
Pablo Picasso, teljes nevén Pablo Diego José Francisco de Paula Juan Nepomuceno María de los Remedios Cipriano de la Santísima Trinidad Ruiz y Picasso (Málaga, 1881. október 25. – Mougins, 1973. április 8.) spanyol képzőművész, író, a párizsi iskola kiemelkedő képviselője, a 20. századi avantgárd egyik legjelentősebb festője.

## Élete

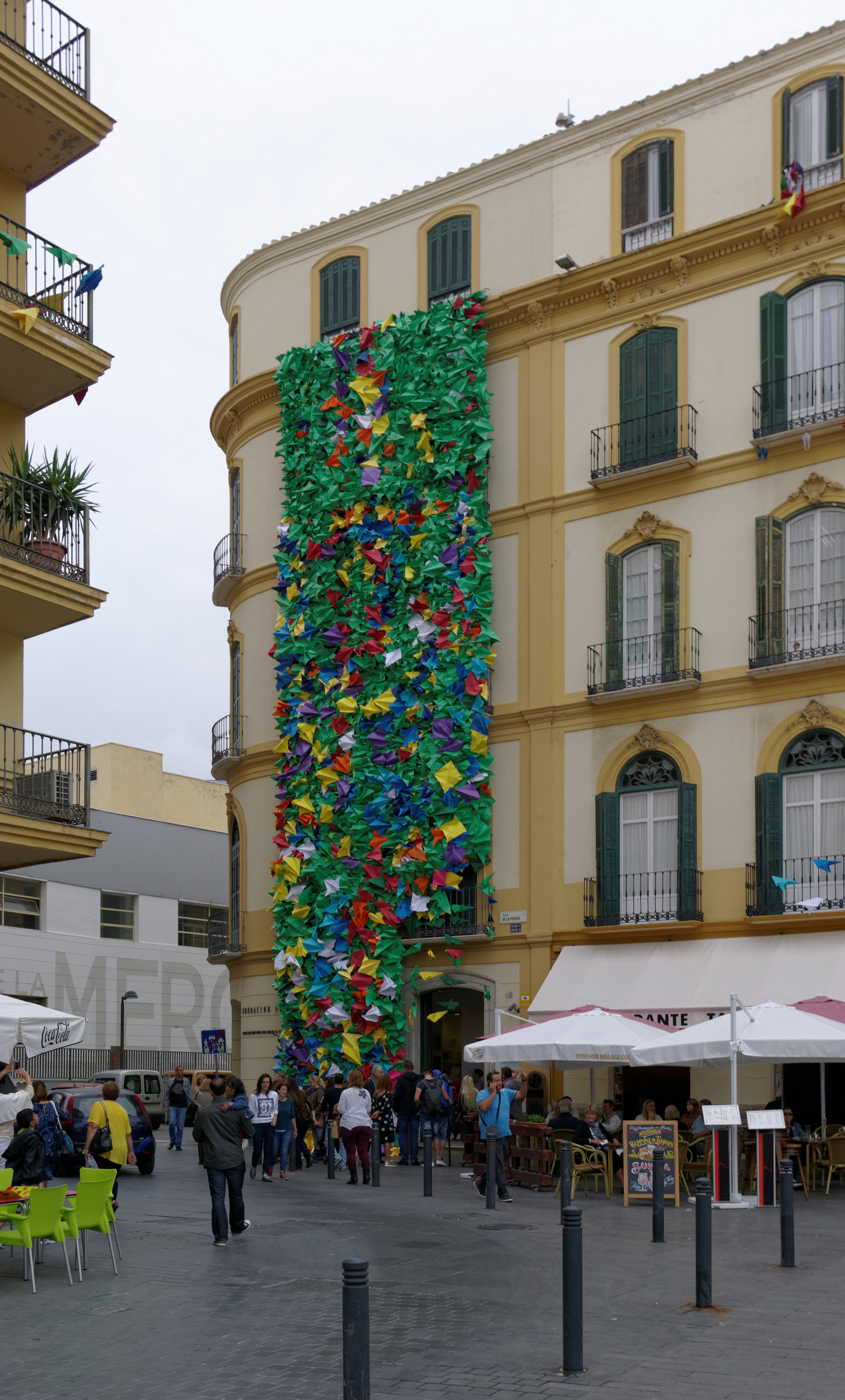
Szülőháza Málagában

Málagában született, ahol 10 éves koráig élt. A Picasso az anyja családi neve, akinek rokonságában neves képzőművészek voltak. Apja akadémista festő, de mivel művészetéből nem tudta családját eltartani, rajztanárként dolgozott. Pablo lilán, légzés nélkül született, holtnak hitték, s csak nagybátyja szivarfüstjére adott életjelet. A bal agyféltekéje nagyon rosszul működött a súlyos oxigénhiány miatt, ezért a jobb oldali, a kreatív művészi érzék irányítója akadálytalanul fejlődhetett. Az alapvető írás–olvasás–számolási készségeket csak tízéves korában, magántanító vizuális módszerével sikerült elsajátítania. A betűrendet sohasem volt képes megtanulni. Kreatív vénája révén felnőttként mégis irodalmi műveket és szellemes mondásokat alkotott.
Málaga után a család négy évet élt La Coruñában, majd az apját kinevezték professzornak a barcelonai képzőművészeti főiskolában. A gyermek Picasso gyorsan elsajátította azt, ami az akadémiai stílusból megtanulható volt. Egy anekdota szerint apját annyira elbűvölte fia tehetsége, hogy kilencéves korában ünnepélyes keretek között átnyújtotta neki palettáját és ecseteit. A fiatal Picasso a barcelonai Képzőművészeti Akadémián tanult (itt ragadt rá a „Picasso, a katalán” jelző), majd a madridi Szent Ferdinánd Királyi Szépművészeti Akadémián töltött csaknem egy évet. Barcelonában egy fin de siècle (századvégi) művészekből álló körhöz tartozott. Művészetére ekkoriban Steinlen és Toulouse-Lautrec hatottak.
Bár nem volt katalán származású, a tizenéves korában Barcelonában töltött évek mély nyomot hagytak benne a későbbiekben, Barcelonát nevezte „igazi otthonának”, és  megtanulta a katalán nyelvet. Barátai között több katalán művész volt; korai művein többször megjelennek a vidéki katalán élet jellegzetes motívumai.

### A kék korszak
1900-ban először járt Párizsban Carlos Casagemas társaságában. Casagemas öngyilkossága nagy erővel hatott Picasso kék korszakának képeire. A század első éveiben Párizs, Madrid és Barcelona között ingázott. 1901-ben megnyitotta első önálló kiállítását Ambroise Vollard támogatásával, és ez segítette Max Jacob barátságához, aki bemutatta kortárs íróknak, közöttük Guillaume Apollinaire-nek is. 1904-ben végleg letelepedett Párizsban. Műterme, a Bateau-Lavoir hamarosan az avantgárd művészek tanyájává változott. Fernande Olivier lett a szeretője, és barátja lett Gertrude Stein amerikai író is. Olivier így emlékszik vissza Picassóra, abból a korszakból: „Alacsony, fekete, zömök, nyugtalan és nyugtalanító; a szeme sötét, a tekintete mély, átható, furcsa, már-már merev. Félszeg mozdulatok, nőies kéz, szegényes göncök, rosszul öltözöttség. Egy vastag, csillogó fekete hajtincs metszi keresztbe az értelmes és makacs homlokot.”

### A rózsaszín korszak
A kék korszak a kevésbé gyászos rózsaszín korszakba ment át. Ekkor festette a Komédiások sorozatának képeit, a vándormulattatókat ábrázoló festményeit. 1906-ban primitivista képeket alkotott. 1906–1907-ben készítette el máig talán legismertebb képeit, Az Avignoni kisasszonyokat (negrista periódus). Ez a női aktcsoport egy barcelonai nyilvánosház lakóira emlékeztette André Salmont-t. A Kisasszonyok a kései Paul Cezanne hatása volt és a fekete-afrikai környezet inspiráló tényezője. A rózsaszín korszakból a negrista periódusra váltott át.

### Az analitikus kubizmus korszaka; Eva, Olga, Marie-Thérése és Dora

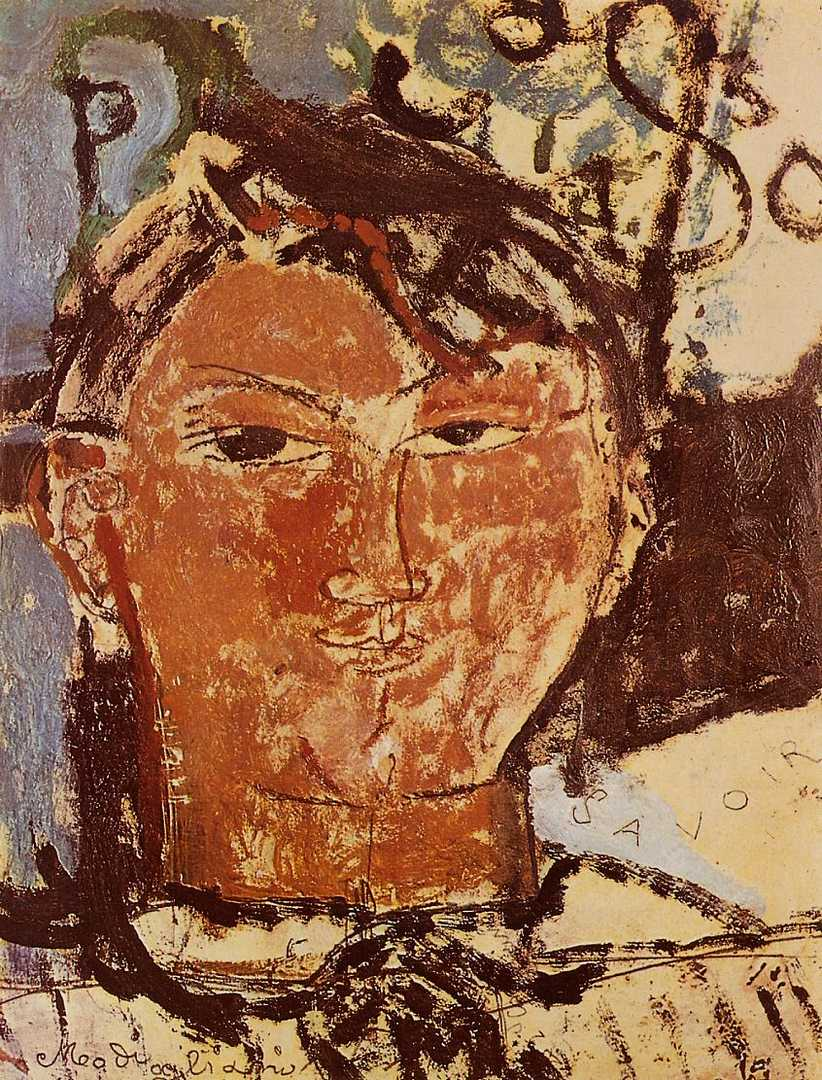
Amedeo Modigliani: Picasso arcképe (1915)

A kubizmus eltért Picasso korábbi stílusaitól. 1909-ben olyan anyagi körülmények közé került, hogy beköltözhetett egy kényelmes műterembe a boulevard de Clichyn. 1912-ben Eva (Marcelle Humbert) lett az új barátnője, az egyetlen olyan szerelme, akiről nem készült portrésorozat, de a rá utaló Ma Jolie kifejezés jó néhány kubista képén látható. 1914-ben megromlott a barátsága Braque-kal. 1915-ben Eva meghalt rákban, Picasso kiköltözött a külvárosba. Szergej Gyagilev mentette meg a depresszióból, úgy, hogy Jean Cocteau javaslatára meghívták Rómába, hogy vegyen részt a Parádé balett előmunkálataiban. Ott beleszeretett Olga Hohlovába, a balettkar egyik tagjába, egy orosz ezredes leányába. 1918-ban Olgával visszatért Párizsba, júniusban összeházasodtak. 1921-ben megszületett Picasso első fia, Paulo. Ebben az időben neoklasszicista műveket készített, és figyelemmel kísérte a szürrealizmus kifejlődését. Az Olga által kultivált konvencionális polgári ízlésre Picasso hamar ráunt, és zavarta az asszony megszállott féltékenysége is. Az 1920-as évek munkáiból nőgyűlölet sugárzott. 1932-ben új szeretője lett a 17 éves Marie-Thérése Walter személyében. Szerelmükből egy sor festmény és szobor született. A Normandiában található új műtermében készítette el a lány nagy méretű fejszobrát. 1935-ben különvált Olgától, aki 1955-ös haláláig jogilag a felesége maradt. Ugyanebben az évben Marie leánygyermeket szült Picassónak: Mayát(en). Később Picasso újabb szeretőt talált: Dora Maar horvát származású fotográfusnőt. A Marie-Thérése-nél sokkal okosabb nő átvette annak helyét Picasso életében, és talált megfelelő műtermet számukra a rue des Grands Augustins-on.

### Vissza Spanyolországba

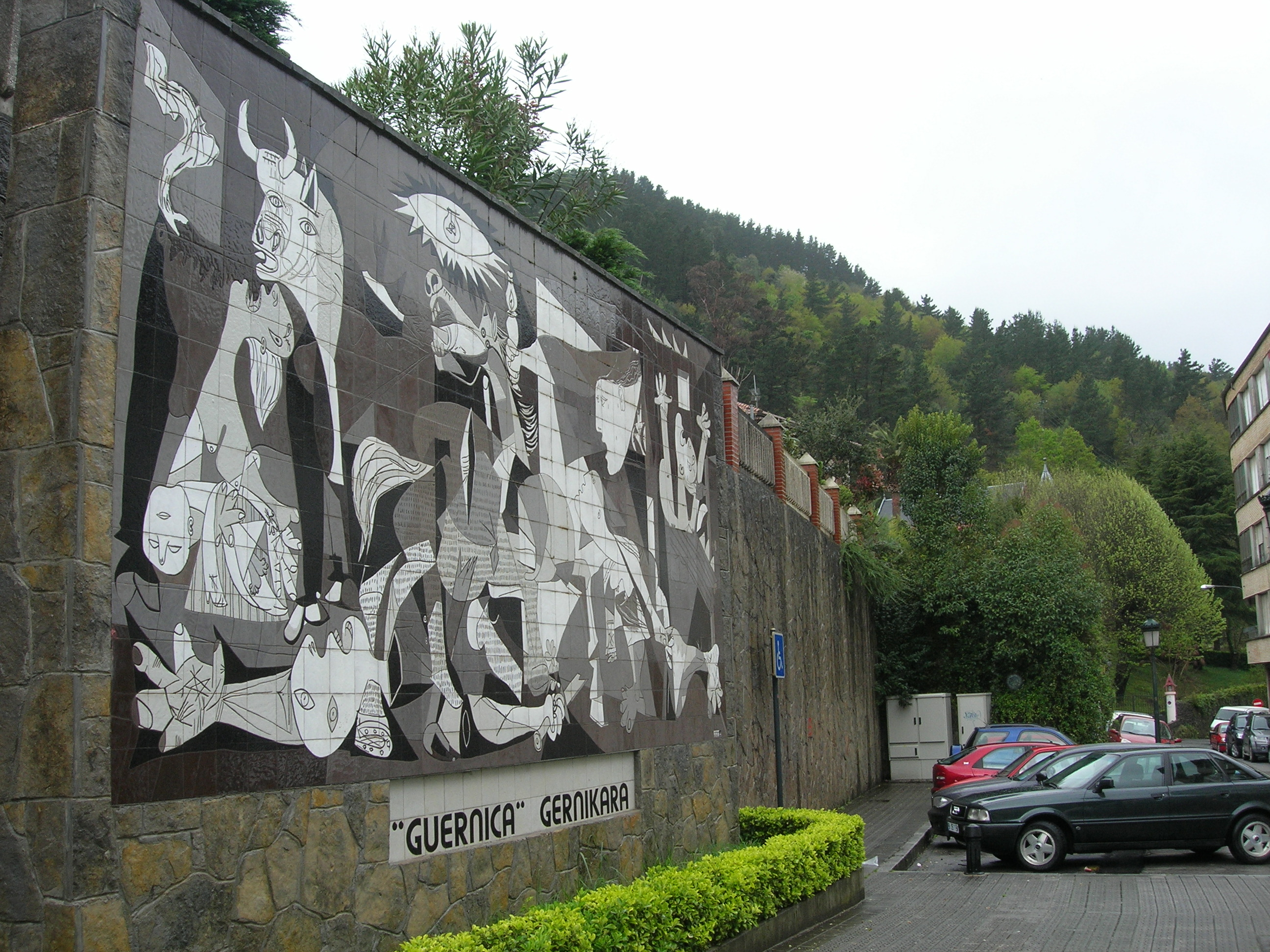
Guernica

Az 1930-as években Picasso felmelegítette spanyolországi kapcsolatait. 1934-ben újabb utazást tett egykori hazájában. 1936-ban a polgárháború kitörésekor rajongói kiállítást szerveztek számára Barcelonában. Picasso a köztársaságiak oldalára állt, akik hálából tiszteletbeli igazgatói állást adományoztak neki a Pradóban. Picasso viszonzásul elkészítette számukra a Guernica című hatalmas vásznát, melyet az 1937-es párizsi világkiállítás spanyol pavilonjában helyeztek el, majd vándorkiállításra indult a világban. A mű ítéletet mond a baszk fővárost bombázó Franco-barát németekről. Picasso így elemezte a festményét: „A bika nem a fasizmus, hanem a brutalitás és sötétség … a ló képviseli a népet …”

### Picasso, az író
1935-ben két évre felhagyott a festészettel, és elkezdte papírra vetni gondolatait. Egy barátja így szólt róla: „Írásra minden hely jó neki: egy asztal sarka, valamelyik bútor pereme, a karosszék karfája vagy akár tulajdon térde is. Csak az a fő, hogy körülötte csönd legyen. Alighogy egyedül marad, előhúzza a noteszét, ha meg bejön valaki, eldugja, és a homlokát ráncolva kérdezi: »Mi az?« Bezárkózik a szobájába vagy a fürdőszobába, mert bizonyos akar lenni abban, hogy legalább ott nem zavarják.”
Spanyolul és franciául írt verseket és színdarabokat. Kéziratai rendre hemzsegtek a helyesírási hibáktól, amelyeket nem volt hajlandó kijavítani. Úgy gondolta, egyénisége elveszne egy olyan szabályrendszerben, melyhez neki semmi köze. A farkon csípett vágy című színdarabjának 10 szereplője van : Nagylábujj, Tyúkszem, Tortácska, Unokanővér, Bütyök, Két kis Kutyus, A Csend, Sovány szorongás, Kövér szorongás, Függönyök.
Részlet a darabból:
Második felvonás, első jelenet A Rühönkosz Hotel folyosója (a vendégek két-két lába a szobák ajtaja elé kirakva, és fájdalmasan vonaglik).

A 3-as szoba ajtaja előtti két láb

-Jaj, a sok fagyásom, jaj, a sok fagyásom, jaj a sok fagyásom.

Az 5-ös szoba ajtaja előtti két láb

-Jaj, a sok fagyásom, jaj, a sok fagyásom.

Az 1-es szoba ajtaja előtti két láb

-Jaj, a sok fagyásom, jaj, a sok fagyásom, jaj, a sok fagyásom.

A 4-es szoba ajtaja előtti két láb

-Jaj, a sok fagyásom, jaj, a sok fagyásom, jaj, a sok fagyásom.

A 2-es szoba ajtaja előtti két láb

-Jaj, a sok fagyásom, jaj, a sok fagyásom, jaj, a sok fagyásom.

(Az átlátszó üvegajtók kivilágosodnak, s megjelenik rajtuk öt, sárgarépát rágó majom táncoló árnyéka.).

Teljes sötétség..

### Dél-Franciaország, Françoise és Jacqueline

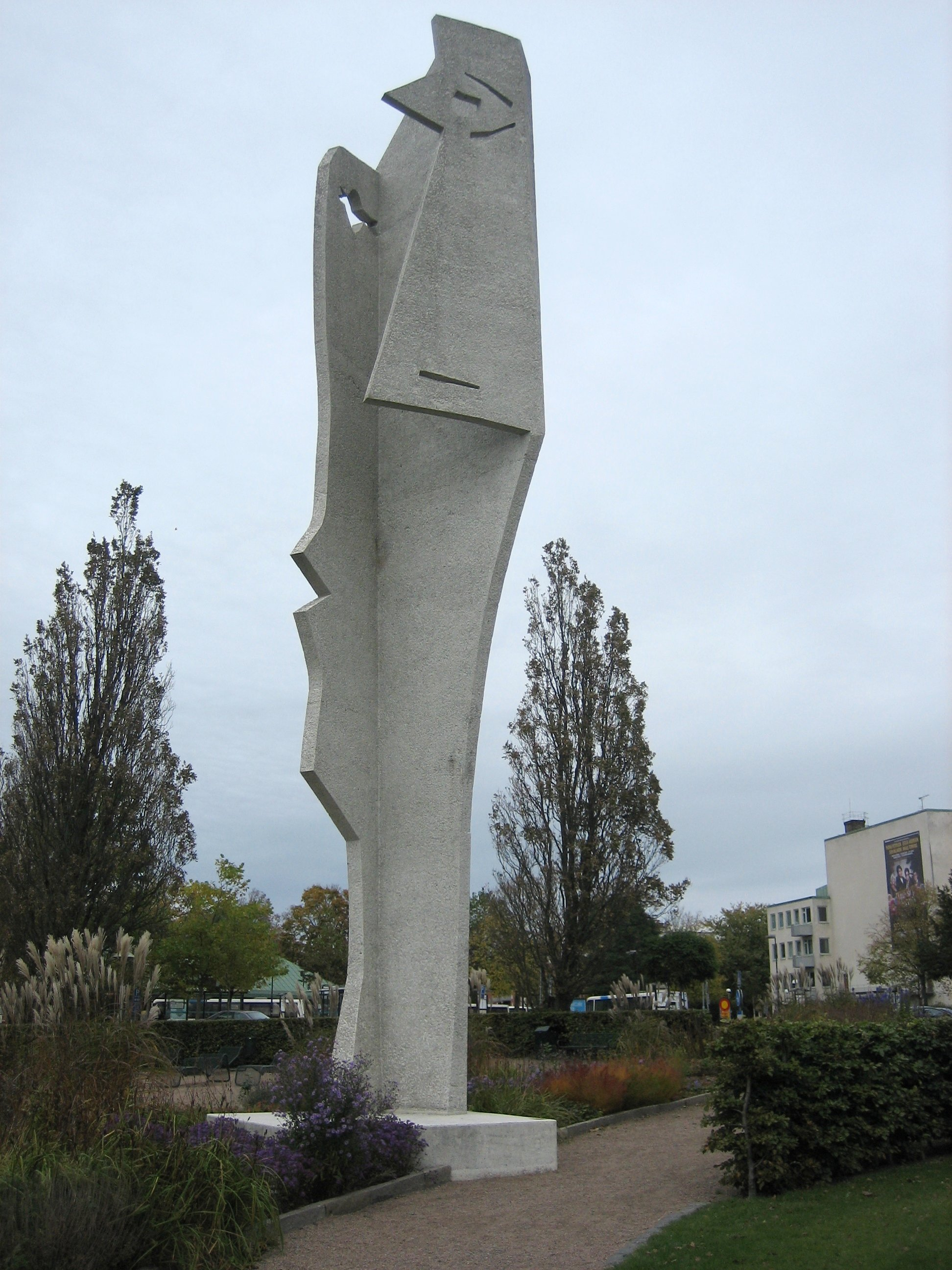
Picasso i Halmstad

Az 1930-as évektől kezdve Picasso minden nyáron a Földközi-tenger mellé költözött. 1938-ban festette a Maya hajóval című képét leányáról. Picasso számára a gyermekek világa mindig is fontos festői téma volt, de legszebbek saját gyermekeiről készült, legzaklatottabb korszakaiban is harmóniát sugárzó gyermekportréi. A művész kubisztikus világának színei ezeken a képeken élénkek, életteliek, s sajátos szerkesztési módszere ellenére is a képek portrészerűek. Lányáról, Mayáról 1938–1939-ben több portrét is festett, mindig játék közben ábrázolva a kislányt.
A háború kitörésekor Dorával és titkárával Antibes-ben maradt. 1940-ben visszaköltöztek Párizsba és a háború végéig nem mozdultak műterméből. A felszabadítás után Picasso lett a szabadság új jelképe. Belépett a kommunista pártba, és a következő években békekongresszusokra járt. Picasso békegalambról készült rajza a párt emblémájává vált. Politikai művei közé tartozik még a Kripta (1945) és a Népirtás Koreában (1951). A háború után Pablo visszaköltözött a Rivériára. Dora Maar helyét a 21 éves festőnő, Françoise Gilot (1921–2023) foglalta el, még 1944-ben. „Mikor megismerkedtem Pablóval, tudtam, óriás áll előttem, és meg kell mérkőznöm vele. A harc néha teljesen kilátástalannak látszott, de olykor a félelem is lehet gyönyörűség. Szenzációs volt a kommunikáció közöttünk. Minden téren kapcsolódtunk egymáshoz. Festészete iránti csodálatom sohasem szűnt meg. A festészet kapcsolatunk csúcspontja volt.” Femme fleur portrék sorozata ünnepelte az asszonyt. Szerelmükből született 1947-ben Claude, két évvel később Paloma, akit ma a szépségiparból, például a parfümjeiről ismerünk. „Mielőtt együtt éltünk, csupa szerelem voltam, keserűség nélkül. Később minden radikálisan megváltozott.” – mondta Gilot. Picasso egy idő után éppúgy viselkedett vele, mint előző kedveseivel: megcsalta őt is. Viszonyuk végképp megromlott. 1953-ban Gilot a két gyerekkel együtt elhagyta a dühöngő festőt. 1964-ben kiadta nagy botrányt kavaró Életem Picassóval című könyvét, amelyből később film is készült Anthony Hopkins főszereplésével. Françoise Gilot-nak festőként is sikerült „túlélnie” egykori férjét, annak ellenére, hogy az idős férfi a könyv megjelenése után mindent megtett karrierje tönkretételéért, s még közös gyerekeikkel, Claude-dal és Palomával sem volt hajlandó találkozni. „Kultusz lett, istenítik, de az istenek általában nagyon kegyetlenek. Pablo nem volt gonosz, inkább kegyetlen. Mint egy gyerek, aki egy pillangó szárnyait tépkedi. Legbelül talán csodálkozott is, hogy fájdalmat okoz másoknak.” – írta Picassóról Gilot.
A helyi fazekas iparágat felemelte érdeklődésével és segítségével. 1955-ben egy Cannes-ra néző századfordulós villába költözött. Új társát, Jacqueline Roque-ot 1961-ben feleségül vette. Picasso addig maradt ott, amíg a Riviérát úgy el nem lepték a nyaralók, hogy az már a kilátást is zavarta. Akkor áttette székhelyét az Aix közelében vásárolt Cháteau de Vauvenargues-ba, 1961-től. Ezt a helyet viszont túlságosan elszigeteltnek találta, ezért visszaköltözött a tengerpartra egy Mougines-ra néző majorságba.

### Öregkor

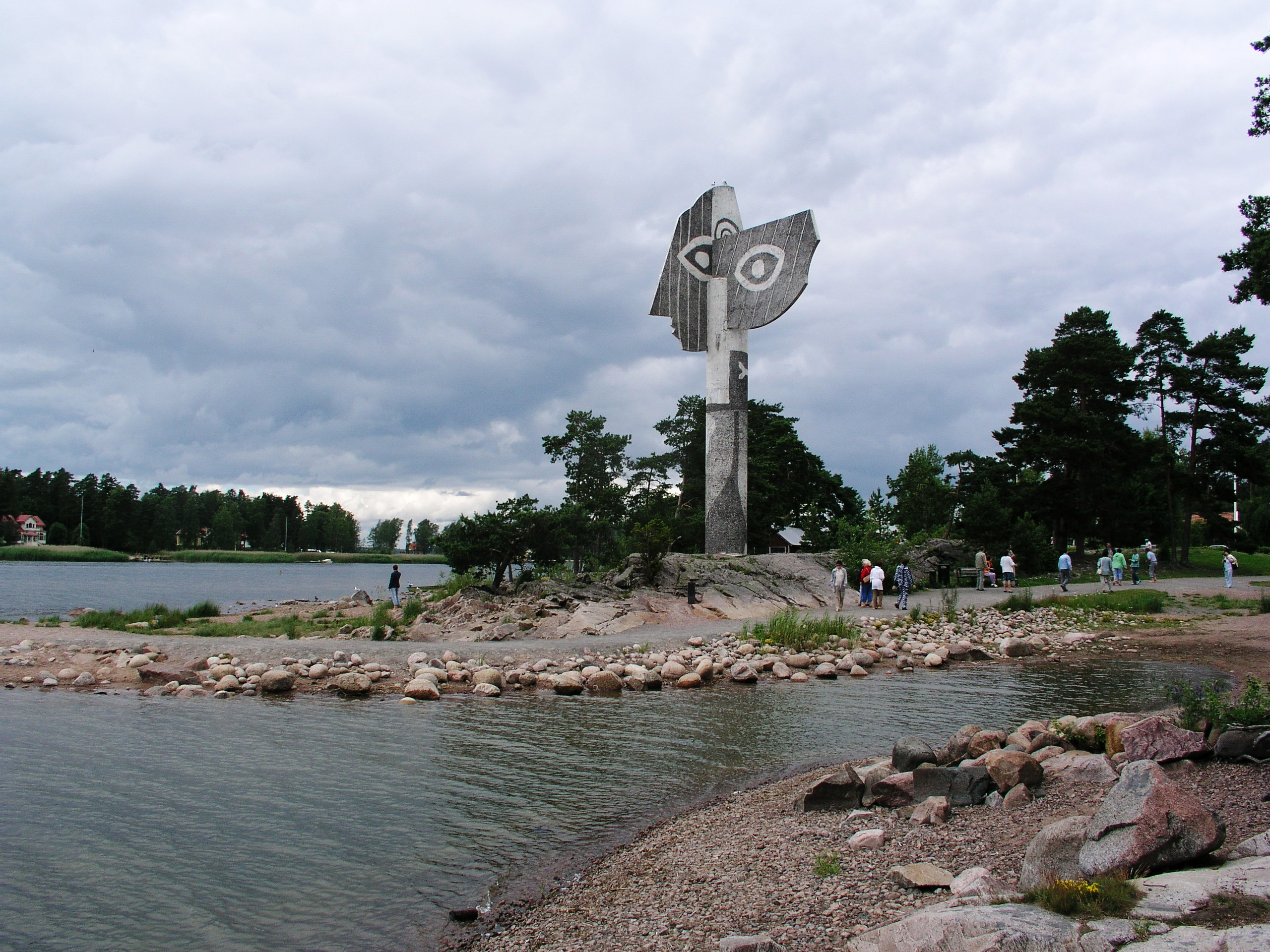
15 méteres szobra Svédországban, 1965

Kiváló egészségnek és libidónak örvendett, de 1965-ben prosztataműtéten esett át, ezután készült művein már ott volt a kétségbeesés bélyege. Az avantgárd művészvilággal lévő kapcsolatát kezdte elveszíteni. Élete utolsó nagy kiállítását 1970-ben, Avignonban rendezte, a Palais des Papes-ban. Hatalmas mennyiségű kegyetlen anyagot vonultatott fel, ami elidegenítő hatással volt a kritikusokra. 1968-ban hét hónap alatt készített, 347 darabból álló metszetsorozatát kedvezőbb visszhang fogadta, nyers tartalmuk ellenére. Képeinek leplezetlen erotikája egyeseket vonzott, másokat taszított, de Picasso már túl volt azon, hogy bárki véleménye is érdekelte volna. 1973-as, életének 92. évében bekövetkezett halála egy korszak végét jelentette.

## Kötetei magyarul
- A telibe viszonzott vágyakozás. Két színmű; képvál., utószó Sík Csaba / A telibe viszonzott vágyakozás. Abszurd dramolett; ford. Tamkó Sirató Károly / Négy kislány. Színdarab hat felvonásban; ford. Tellér Gyula; Helikon, Bp., 1988

## Film

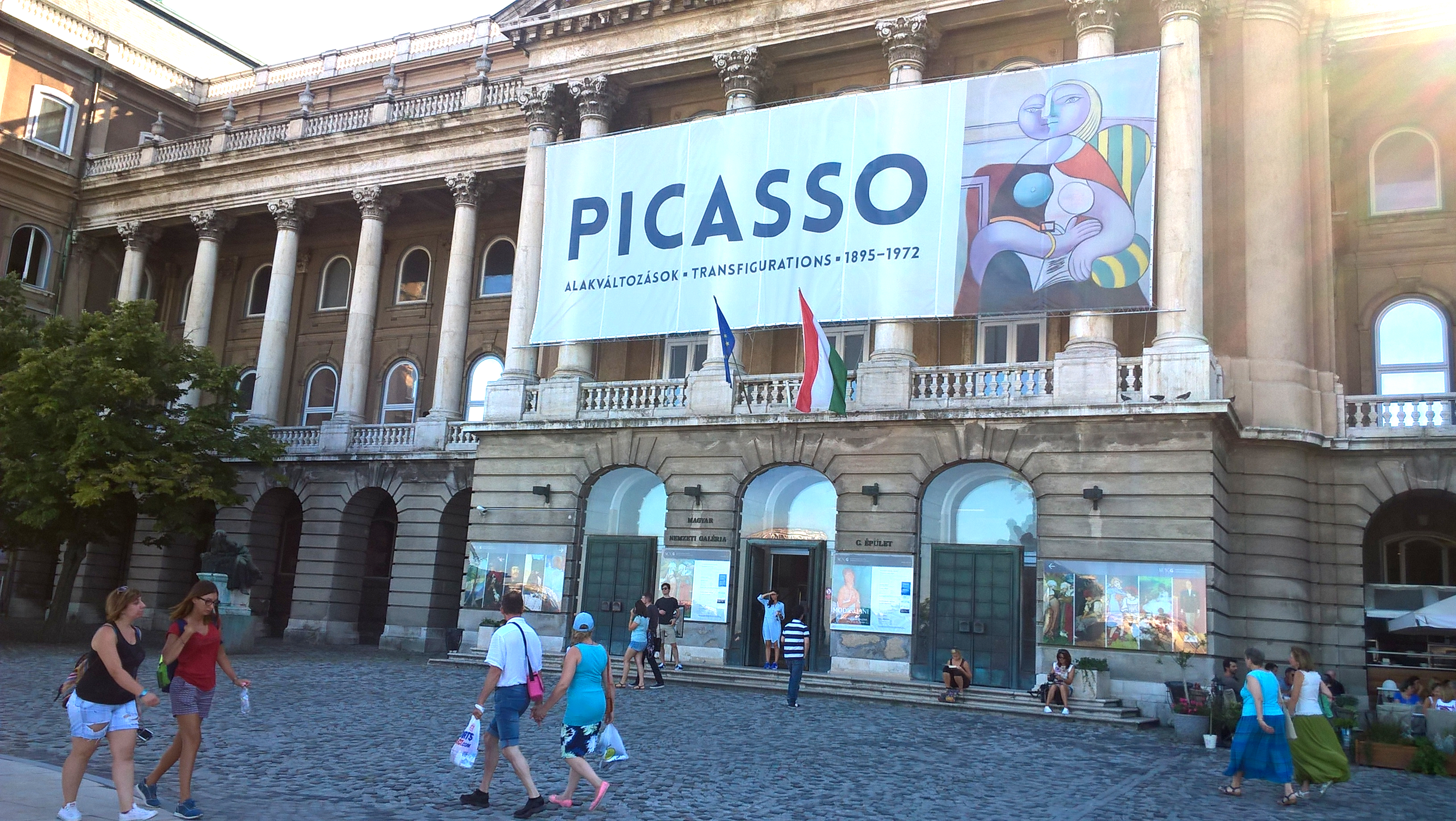
Picasso – Alakváltozások című kiállítás, Budapest, 2016

- Picasso kalandjai (1978), rendezte: Tage Danielsson

Picasso élete a filmben csak háttér. A film abszurd vígjáték, burleszk a 20. századi párizsi művészvilágról.
- Túlélni Picassót (1996)

Életrajzi alkotás Anthony Hopkins főszereplésével. Főként Picasso nőügyeit boncolgatja a film.
- Modigliani[5] (2004)

Rendezte: Mick Davis
Andy García főszereplésével
A film Amedeo Modigliani életéről szól, amelyben nagyon nagy szerepet játszott Pablo Picasso. A két festő közötti kapcsolat nem nevezhető mindennapinak...
- Géniusz: Picasso, sorozat (2018, National Geographic)

### Magyar nyelvű kötetek
- Kállai Ernő: Picasso; Új Idők–Singer-Wolfner, Bp., 1948
- Körner Éva: Picasso; Képzőművészeti Alap, Bp., 1959 (A művészet kiskönyvtára)
- Picasso korai évei; bev. Jiři Padrta, ford. Barton Antónia, fotó Alexander Paul; Artia, Praha [Prága], 1962
- Gaston Diehl: Picasso; ford. Széll Jenő; Corvina, Bp., 1967
- Brassaï: Beszélgetések Picassóval; ford., jegyz. Réz Ádám, bev. Illyés Gyula; Corvina, Bp., 1968
- Françoise Gilot–Lake Carlton: Életem Picassóval; Corvina, Bp., 1978
- Picasso; bemutatja Somlyó György; Magyar Helikon, Bp., 1981
- Denys Chevalier: Picasso kék és rózsaszín korszaka; ford. Balabán Péter; Corvina, Bp., 1981
- Picasso, 100; szerk. Nyárádi Róbert; Országos Béketanács, Bp., 1982
- Sík Csaba: Picasso; Helikon, Bp., 1985
- Perneczky Géza: Picasso – Picasso után; Corvina, Bp. 1989 (Pantheon)
- Ingo F. Walther: Pablo Picasso, 1881–1973. Az évszázad zsenije; ford. Bara Mariann; Taschen–Kulturtrade, Köln–Bp., 1992
- Daniele Boone: Picasso; ford. Magyarics Péter; Corvina, Bp., 1993 (Mesterművek)
- Kay Hyman: Picasso és a kubizmus; ford. Petrőczi Éva, Szabó István; Kossuth, Bp., 1995
- Pablo Picasso; szöveg Stefano Loria, ill. Simone Boni, L. R. Galante, ford. Görög Lívia; Ciceró, Bp., 1996 (A művészet mesterei)
- David Spence: Picasso. Szakítás a művészet szabályaival; ford. Gálvölgyi Judit; Glória, Bp., 1999 (Nagy művészek)
- Gertrude Stein: Picasso; ford. Acsay Judit; Glória, Bp., 2001
- Marina Picasso: Nagyapám; közrem. Louis Valentin, ford. Horváth Marianna; Etoile, Bp., 2001
- Ermine Herscher: Picasso; közrem. Agnès Carbonell, receptek Josseline Rigot, ételfotó Denis Amon, Marianne Lemince, ford. Tótfalusi Ágnes; Korona, Bp., 2004 (Művésztársaságban)
- Bradányi Iván: Picasso; Regun Press, Üllő, 2004
- Carsten-Peter Warncke: Pablo Picasso, 1881–1973; szerk. Ingo F. Walther, ford. Molnár Magda; Taschen–Vince, Köln–Bp., 2004
- Henry Gidel: Picasso; ford. Tótfalusi Ágnes; Európa, Bp., 2004 (Életek & művek)
- James Lord: Picasso és Dora. Vallomásos emlékirat; ford. Zalán Magda; Háttér, Bp., 2004
- Pablo Picasso. A gyermekkortól a kubizmusig, 1881–1914; szerk. Nagy Mézes Rita, ford. Szabó Mária; Ventus Libro, Bp., 2005
- Françoise Gilot: Picassóval az arénában. Beszélgetések Annie Maïllisszal; ford. Győrfi Réka; Enciklopédia, Bp., 2005
- Picasso szerelmei. Picasso: Az olvasmány. Kamarakiállítás. Szépművészeti Múzeum, Budapest, 2006. augusztus 1–2006. szeptember 17.; kurátor Geskó Judit, Orosz Márton, szöveg Perneczky Géza, katalógusszerk. Körber Ágnes; Szépművészeti Múzeum, Bp., 2006 (Géniuszok és remekművek)
- Picasso, Klee, Kandinszkij. A svájci Rupf-gyűjtemény remekművei. Kiállítás a Szépművészeti Múzeumban, Budapest, 2007. október 26–2008. január 27.; kiállításrend. Geskó Judit; Szépművészeti Múzeum–Vince, Bp., 2007
- Picasso; előszó Robert Hughes, ford. Pfisztner Gábor; Officina '96, Bp., 2007 (Életmű)
- Picasso kiállítás Vásárhelyen. Tornyai János Múzeum és Közművelődési Központ Alföldi Galéria, Hódmezővásárhely, 2008. október 5–november 5.; kiállításrend., katalógusszerk. Nagy Imre; Önkormányzat, Hódmezővásárhely, 2008
- Pablo Picasso; ford. Szabó Mária; Kossuth, Bp., 2010 (Metropol könyvtár)
- Degas-tól Picassóig. Francia mesterművek a moszkvai Puskin Múzeumból. Szépművészeti Múzeum, 2010. január 28.–április 25.; szöveg Tóth Ferenc, katalógusszerk. Irina Antonova; Szépművészeti Múzeum, Bp., 2010
- Billy Klüver: Egy nap Picassóval. Jean Cocteau 29 fényképe; ford. Thomas Cooper, Orosz Márton; Alapítvány a Komplex Kultúrakutatásért–Kepes Intézet, Eger, 2014
- Szakolczay Lajos: Nagybányától Picassóig. Válogatott művészeti írások; Cédrus Művészeti Alapítvány–Napkút, Bp., 2015
- Burján Gál Enikő: Kettészelt mosoly. Versek Picasso műveiről; F&F International, Gyergyószentmiklós, 2016
- Picasso – alakváltozások, 1895–1972. Kiállítás a Magyar Nemzeti Galériában, 2016. április 21–július 31.; kurátor Emilie Bouvard, társkurátor Tóth Ferenc; Szépművészeti Múzeum–MNG, Bp., 2016 (A Magyar Nemzeti Galéria kiadványai)
- Frantisek Miks: Picasso, a vörös kakas. Ideológiák és utópiák a 20. századi művészetben; ford. Pálfalvi Lajos; Typotex, Bp., 2019
- Anne Girard: Madame Picasso; ford. Kiss Marianne; Kossuth, Bp., 2020

## További információk

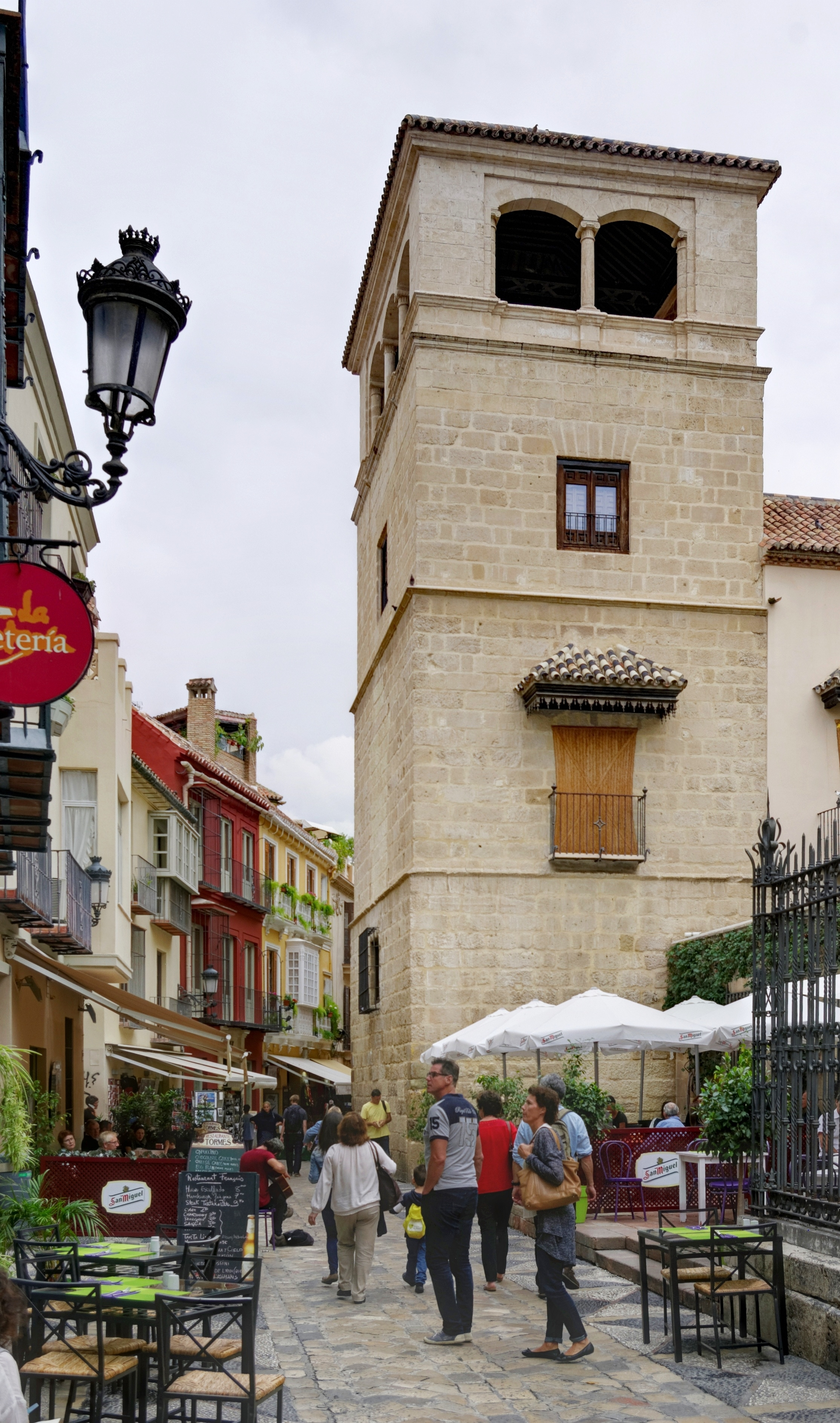
Malagai Picasso múzeum